# Openbaring (concept)
Een openbaring is een onthulling van iets dat voorheen verborgen of geheim was. Meestal heeft het een religieuze betekenis, waarbij een god zichzelf of een boodschap bekendmaakt aan de mensen. Het begrip "openbaring" kan in een filosofische context een zogenaamd 'heilig boek' (Bijbel, Koran, etc.) in zijn geheel denoteren. Ten slotte kan een "openbaring" ook een min of meer diepgaande ervaring betekenen, waarbij een kunstwerk, muzikale compositie of een gastronomische maaltijd geheel nieuwe zintuiglijke indrukken oplevert.

## Christelijke theologie
In de theologie wordt een onderscheid gemaakt tussen een natuurlijke openbaring en een bovennatuurlijke openbaring, soms ook algemene resp. bijzondere openbaring genoemd. De natuurlijke openbaring spreekt over Gods aanwezigheid in de natuur (schepping) en de overtuiging dat de mens het vermogen heeft Gods handelen in die schepping te (her)kennen. De thomistische "Quinque viae" ("de vijf wegen" - later ook als godsbewijzen geduid) gaan uit van een natuurlijke openbaring en legden de grondslag voor de systematische natuurlijke theologie. De veronderstelling van een natuurlijke openbaring gaat uit van een fundamentele uiteindelijke overeenstemming tussen geloof en rede.
De bovennatuurlijke openbaring, ook wel epifanie genoemd, is rechtstreeks op het leven van Jezus Christus gebaseerd en de betekenis van deze persoon als middelpunt van de geschiedenis. De bron van deze bovennatuurlijke openbaring is Jezus Christus zelf, tot de mens sprekend door de Heilige Schrift en - voor het merendeel van de christenen - door de Kerk als bewaarster van de Traditie.

## Islam
De openbaringen die Mohammed vanaf 610 ontving vormen de tekst van de Koran. Moslims nemen aan dat de tekst van de Koran daarmee letterlijk het Woord van God is.
In de middeleeuwse Arabische filosofie is een kernvraag of men via logica, gebaseerd op de antieke filosofie, of juist via Openbaringen Gods bedoelingen kan duiden.
Er zijn 7 verschillende manieren van openbaringen bekend, deze zijn;
- Via een droom
- Goddelijke inspiratie in het hart zonder dat de engel zich toont
- Engel die de openbaring in de gedaante van een mens brengt
- Openbaring die in een soort klokgelui neerdaalt, waarbij het geklingel afnam als de boodschap werd begrepen (volgens de Hadith was dit de zwaarste vorm)
- Gabriël die zich in zijn werkelijk gedaante toont, de eerste openbaring aan Mohammed
- Aanspreken van boven de hemel, vanuit achter een hemelse gordijn
- Zonder de tussenkomst van een engel, Gods openbaring direct wordt uitgesproken (zoals die bij Mozes)

Volgens de islam kan alleen de aartsengel Djibriel (Gabriël) een openbaring naar de profeten brengen, aangezien dit zijn enige taak is. Hij wordt in de Koran ook wel Rûh-ul-Emîn (Betrouwbare Geest) en Rûh-ul-Kuds (Heilige Geest) genoemd. Gabriël is een van de grote vier aartsengelen en tevens de grootste van hen.
In Koran noemt God na Zijn Eigen Naam direct de naam van Gabriël. Daarna volgen de overige engelen. Ook wordt hij door God enkel Rûh, (lees: Roeh) (Geest) genoemd. Volgens uitleggers van de Tafsir maakt God hiermee (als Mijn Geest) zijn liefde en intimiteit met Gabriël duidelijk.

## Interreligieus
Openbaringen zijn van alle tijden en alle religies. Echter, in die gevallen dat de openbaringen niet door de volgelingen van een andere religie erkend worden, worden ze vaak door religies gezien als misvatting of soms bezetenheid door de duivel. Hedendaagse auteurs die geschriften met openbaringen uitbrengen, worden door de meeste religies met grote argwaan bekeken, omdat men in twijfel trekt dat die openbaringen daadwerkelijk van hun god afkomstig zijn.
Etienne Vermeersch leverde er kritiek op hoe de openbaring en de slavernij met elkaar zijn te rijmen.
Sommigen zien deze openbaringen als aanvallen van epilepsie. De Canadese neuroloog Michael Persinger heeft een experiment uitgevoerd, waarbij hij zou hebben aangetoond dat met stroomstootjes in de hersenen ervaringen kunnen worden opgewekt die als een religieuze beleving worden gezien.